# Таргу Фрумос
Таргу Фрумос (рум. Târgu Frumos) град је у у источном делу Румуније, у историјској покрајини Молдавија. Таргу Фрумос је трећи по важности град у округу Јаши. 
Таргу Фрумос је према последњем попису из 2002. имао 13.573 становника.

## Географија
Град Таргу Фрумос налази се у западном делу Румунске Молдавије. Град је смештен у бреговитом подручју, на приближно 110 метара надморске висине. Од седишта округа, града Јашија, Таргу Фрумос је удаљен око 50 km западно.

## Становништво
У односу на попис из 2002., број становника на попису из 2011. се смањио.
| 1977. | 1992.  | 2002.  | 2011.  |
| ----- | ------ | ------ | ------ |
| 7.165 | 13.875 | 13.763 | 10.475 |

Румуни чине већину становништва Таргу Фрумоса, а од мањина присутни су само Роми.